# Karajukića Bunari
Karajukića Bunari (Servisch cyrillisch Карајукића Бунари) is een plaats in de Servische gemeente Sjenica. De plaats telt 116 inwoners (2002).